# Hyadina pauciguttata
Hyadina pauciguttata är en tvåvingeart som beskrevs av Canzoneri 1987. Hyadina pauciguttata ingår i släktet Hyadina och familjen vattenflugor.
Artens utbredningsområde är Sudan. Inga underarter finns listade i Catalogue of Life.